# フェノーメン・グラニット 1500
フェノーメン・グラニット 1500は、ドイツの自動車メーカー、フェノーメン・ヴェルケ・グスタフ・ヒラー AG（以下、フェノーメン）で製造されたトラック。
2つの駆動方式（A:全輪駆動、S:後輪駆動）があり、1941年から1945年まで生産された。

## 開発経緯
フェノーメンによるグラニット 1500の開発は第二次世界大戦中に始まった。
"グラニット"ブランドの下で、グラニット 25（ペイロード1.5トン）およびグラニット 30（ペイロード2トン）の小型トラックをすでに製造しており、これらのバン仕様や荷台にパネルバンを架装した仕様はすでにドイツ国防軍にも救急車や無線車として採用され使用されていた。
1939年に策定されたドイツ国防軍のシェル・プランは戦争経済のための戦略的な準備であり、その目的は軍の車両群の保守と修理を簡素化することと、自動車とトラックの種類を大幅に削減し、それらのコンポーネントの標準化を通じて生産を効率化することだった。
1940年1月1日に発効したこの計画により、トラックの車種数が114車種から19車種に統合されたが、フェノーメンは下表の様にペイロード1.5トンクラスの生産を担当した。
| 1.5トントラック | 3トントラック      | 4.5トントラック    | 6.5トントラック    |
| --------------- | ------------------ | ------------------ | ------------------ |
| オペル          | オペル             | ダイムラー・ベンツ | ダイムラー・ベンツ |
| フェノーメン    | ドイツ・フォード   | ビュッシング-NAG   | MAN                |
| シュタイアー    | ボルクヴァルト     | ザウラー           | クルップ           |
| -               | ダイムラー・ベンツ | ヘンシェル         | フォマーク         |
| -               | マギルス（KHD）    | マギルス（KHD）    | -                  |
| -               | MAN                | MAN                | -                  |

## 技術仕様
グラニット 1500は、ラダーフレームを備えた2軸トラックで、空冷直列4気筒ガソリンエンジン、ノンシンクロの副変速機付き4速マニュアルトランスミッション、油圧作動ドラムブレーキが装備されていた。ドイツ国防軍向けに全輪駆動のタイプAと後輪駆動のタイプSがあり、タイプSは後輪にツインタイヤを装備したが、タイプAはより大きな径のタイヤで、後輪はシングルタイヤが装備されていた。
救急車として製造された車両には、輸送中の振動を減らすために改良されたリアアクスルサスペンションが装備された。
戦争の過程で、フロントフェンダーやリヤフェンダーの簡素化や、木材とプレス段ボールで構成された新しい標準キャブの使用、車体側面に取り付けられていたスペアタイヤをフロントグリル前への移設など、製造の簡略化が行われた。

## 仕様
- フラットベットのトラック仕様
- 通信部隊向けのパネルバンを荷台に架装した無線車（Kfz.17/1）[3]
- 医療部隊向けのパネルバンを荷台に架装した救急車（Kfz.31）[4]
- 重オフロード乗用車（Kfz.70）[5]